# Jorge Fucile
Jorge Ciro Fucile Perdomo (Montevidéu, 19 de Novembro de 1984) é um ex-jogador de futebol uruguaio que atuava na posição de lateral direito. 

## Carreira

### Clubes
Fucile começou a jogar futebol no Liverpool de Montevideo. Chegou à 1ª equipe em 2005, tendo chamado a atenção do futebol em razão de suas qualidades técnicas. Oscar Tabárez, seleccionador uruguaio, levou-o a um torneio na Tunísia, onde os uruguaios levaram a melhor. Em agosto deste ano surgiu a possibilidade de vir emprestado para o FC Porto. Nesta altura também se falou na possibilidade de o jogador ser contratado pelo Nacional de Montevideo e pelos argentinos do Boca Juniors.
A estreia de Jorge Fucile acontece na sequência de problemas disciplinares de José Bosingwa, que tinha sido titular na posição de lateral direito. Fucile actuou os 90 minutos frente ao Hamburgo, na Liga dos Campeões da UEFA.
Foi emprestado pelo Porto ao Santos por 1 ano em 2012, quando o também lateral Danilo foi para os portugueses. Porém uma lesão o afastou dos gramados por meses, o que impossibilitou o jogador de vestir a camisa santista em boa parte da temporada. Em 3 de dezembro de 2012, através do seu gerente de futebol, Nei Pandolfo, o Santos anunciou que não tinha interesse na renovação com Fucile para a temporada seguinte, voltando ao FC Porto.
Em maio de 2018, atuando pelo Nacional, se envolveu em uma polêmica com o jogador Rodrygo do Santos FC, em partida pela Libertadores da América, quando afirmou que deu uma entrada forte no jogador, após levar três "canetas".
Em setembro de 2018, Fucile foi anunciado pelo Real Cartagena.
Em outubro de 2020, após 11 meses parado, anuncia o retorno ao futebol jogando pelo Juventud, da segunda divisão uruguaia.

### Seleção Nacional
Estreou pela Seleção Uruguaia principal em 23 de maio de 2006 em partida amistosa contra a Romênia.
Integrou o elenco que disputou as Copa do Mundo FIFA de 2010 e 2014.

## Títulos
Porto
- Primeira Liga: 2006–07, 2007–08 e 2008–09, 2010–11
- Taça de Portugal: 2008–09, 2009–10, 2010–11
- Supertaça de Portugal: 2009, 2010 e 2011
- Liga Europa da UEFA: 2010–11

Santos
- Campeonato Paulista: 2012

Nacional
- Campeonato Uruguaio: 2014–15 e 2016
- Torneio Intermédio: 2017[16]